# センナリ
センナリ株式会社は、広島県広島市に所在し、純米酢やお好みソースの「広島ぢゃけん」を製造・販売する会社である。

## 概要
- 商号：センナリ株式会社
- 所在地：広島市安佐北区安佐町大字久地字名原2683-25
- 創業：1927年
- 資本金：40,000,000円

## 主要製品
- 米の酢
- 健康酢（のむ酢）
- ソース・調味料
  - お好みソース広島ぢゃけん
- ドレッシング

## エピソード
- 広島では酢の会社として知名度が高いが、1998年から売り出したお好み焼きソース「広島ぢゃけん」が、2006年8月『新どっちの料理ショー』のお好み焼き対決で取り上げられ勝利に貢献。放送翌日から問い合わせが相次ぎ、同年11月までに全国から約1万2000件の注文が届いた。（出典：中国新聞、2006年11月14日）